# 大斑纹胸鮡
大斑纹胸鮡（学名：Glyptothorax macromaculatus）为輻鰭魚綱鯰形目鮡科纹胸鮡属的鱼类。在中国，分布于澜沧江下游水系等，體長可達16.1公分，棲息在山區水流快速的溪流底層水域，生活習性不明。该物种的模式产地在云南澜沧江。

## 扩展阅读
維基物種上的相關：大斑纹胸鮡